# Парфений (Клинчени)
Митрополи́т Парфе́ний (рум. Mitropolitul Partenie, при рождении Петру Станку, рум. Petru Stancu, впоследствии изменил фамилию на Клинчени рум. Clinceni; 10 октября 1847 — 9 января 1910) — епископ Румынской православной церкви, архиепископ Ясский и митрополит Молдавский и Сучавский

## Биография
Родился 10 октября 1847 года в селе Клинчени (ныне уезд Илфов) в семье священника Николая Станку. С раннего возраста его привлекали наука и книги. От своего отца он выучил кириллицу, свободно умел читать еще до того, как пошел в школу.
С 1861 по 1868 год учился на Центральной семинарии в Бухаресте. Окончив семинарию, он женился и был рукоположен в сан диакона на праздник апостола Андрея Первозванного к церкви «Михай Водэ» в Бухаресте. С 1870 по 1872 год учился на филологическом факультете Бухарестского университета, так как в Румынии еще не было богословского факультета. Вместе с другими коллегами он сформировал инициативный комитет, который в 1873 году добился от министерства культов создания богословского факультета в Бухаресте. В 1873 году после смерти жены поступил на богословский факультет Афинского университета, которую он окончил в 1877 году, получив звание «линенциат богословия».
22 декабря 1877 года он был пострижен в монахи с именем Парфений. 25 декабря того же года на Рождество митрополитом-примасом Каллиником (Миклеску) был рукоположен в сан иеромонаха, а 31 декабря того же года им же возведён в сан протосинкелла. В мае 1878 года был возведён в сан архимандрита. Служил настоятелем румынских православных приходов в Лейпциге (1878—1880) и Париже (1880—1886).
В декабре 1885 года он был избран викарным епископом с титулом «Бэкэуский». 12 февраля 1886 года был рукоположен во епископа Бэкэуского. Хиротонию совершили: митрополит-примас Каллиник (Миклеску) и епископ Нижнедунайский Иосиф (Георгиан).
10 декабря 1886 года был избран епископом Нижнедунайским. 8 февраля 1902 года он был назначен митрополитом Молдавским и Сучавским. 24 февраля 1902 года состоялось его интронизация.
31 декабря 1908 года вышел на кокой. Скончался 9 января 1910 года в Бухаресте.